# Bagratikatedralen
Bagratikatedralen (georgiska: ბაგრატი; ბაგრატის ტაძარი eller Bagratis tadzari) är en katedral byggd på 1000-talet i staden Kutaisi i regionen Imereti, Georgien. Katedralen anses vara ett mästerverk i Georgiens medeltida arkitektur.
Ett distinkt landmärke i centrala Kutaisis stadsbild, katedralen vilar på toppen av kullen Uk'imerioni. Den byggdes i början av 1000-talet, under kung Bagrat III:s regeringstid, därav dess namn. En inskription på norra muren avslöjar att golvet lades "chronicon 223", i.e. 1003. 1692 förstördes katedralen i en explosion orsakad av det osmanska imperiets trupper, som invaderat kungariket Imereti. Kupolen och taket kollapsade och gav katedralen sitt nuvarande utseende.
Restaureringsarbeten och arkeologiska studier påbörjades 1954 och pågår fortfarande. 1994 blev katedralen tillsammans med Gelatiklostret uppsatt på Unescos världsarvslista. 2001 överlämnades katedralen till Georgiskortodoxa kyrkan. Katedralen, som ofta används som en symbol för staden Kutaisi, attraherar många pilgrimer och turister.